# Siegmund von Birken
Sigmund von Birken (Wildstein, 25 aprile 1626 – Norimberga, 21 giugno 1681) è stato un poeta tedesco.

## Biografia
Siegmund (o Sigmund) Betulius nacque da Daniel Betulius, pastore di Wildstein in Boemia. Per contrasti di natura confessionale, nel 1629 la famiglia dovette rifugiarsi a Norimberga, città natale della madre. Qui Sigmund frequentò la scuola latina Heilig-Geist-Spitals, poi dal 1643 al 1644 studiò legge all'Università di Jena ma interruppe gli studi facendo ritorno a Norimberga nel 1645, anno nel quale scrisse la Fortsetzung der Pegnitzschäferei, (Seguito della storia pastorale del Pegnitz), una composizione di carattere arcadico - e divenne membro, con lo pseudonimo di Floridan, del Pegnesischer Blumenorden (Ordine Florifero della Pegnitz)
Dalla fine del 1645 all'ottobre 1646 fu precettore nelle case dei principi Anton Ulrich e Ferdinand Albrecht von Braunschweig. Licenziato, per un paio d'anni continuò a guadagnarsi la vita facendo il precettore in famiglie di diverse città del nord della Germania, avendo occasione di conoscere il poeta Johann Rist (1607-1667).
Tornato a Norimberga nel 1648, si fece conoscere come poeta e conobbe i diplomatici tedeschi e svedesi che a Norimberga erano impegnati nei negoziati che sfoceranno poi nel Trattato di Vestfalia. Scrisse allora dei versi in onore del capo della delegazione imperiale, Ottavio Piccolomini, e la canzone Teutscher Kriegs Ab- und Friedens-Einzug, in lode della pace raggiunta. Anche negli anni successivi la sua attività si divise fra la poesia e l'insegnamento, dal momento che non poteva guadagnarsi da vivere con la sola produzione poetica, finché non trovò un patrono in Gottlieb von Windischgrätz, conosciuto a Norimberga, che lo introdusse nella corte viennese dell'imperatore Federico III, che lo nominò nel maggio del 1654 Hofpfalzgraf – conte palatino – così che Sigmund assunse il nome di von Birken.
La conoscenza con il Windischgrätz pose nel 1658 Birken in contatto con il duca Guglielmo di Sassonia-Weimar favorendo il suo ingresso nell'Accademia Fruchtbringende Gesellschaft (Società dei Carpofori) con il nome di der Erwachsene (L'adulto) e il motto zu größern Ehren (A maggiori onori), e nel 1662 divenne presidente dell'altra Accademia della quale era membro fin dal 1645, il Pegnesischer Blumenorden, società di poeti fondata nel 1644 da Georg Philipp Harsdörffer e Johann Klaj. Sotto la sua presidenza, poterono aderire alla società anche le donne - una novità, in Germania - e furono pubblicate centinaia di poesie, di carattere soprattutto pastorale e di occasione.

## Opere
- Teutscher Kriegs-Ab- und Friedens-Einzug, 1650
- Die fried-erfreuete Teutonie, 1652
- Geistliche Weihrauchkörner, 1652
- Ostländischer Lorbeerhain. Ein Ehrengedicht von dem Höchstlöblichen Erzhaus Österreich, 1657
- Der Donaustrand, 1664
- Pegnesische Gesprächsspiel-Gesellschaft, 1665
- Spiegel der Ehren des Erzhauses Österreich, 1668
- Todesgedanken und Totenandenken, 1670
- Pegnesis, 1673 und 1679
- Teutsche Rede-bind- und Dicht-Kunst, 1679
- Margenis, 1679
- Heiliger Sonntagshandel und Kirchwandel, 1681

### Edizioni
- Die Tagebücher des Sigmund von Birken, Würzburg 1971-1974
- Unbekannte Gedichte und Lieder des Sigmund von Birken, Amsterdam 1990